# 熊在渭

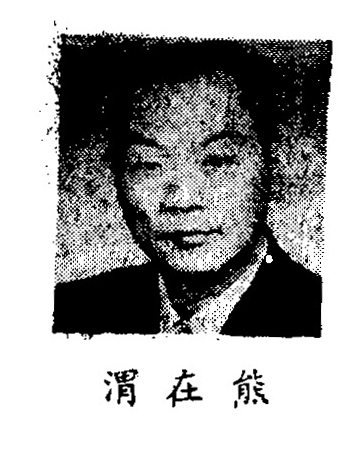
《制憲國民大會實錄》中的肖像照

熊在渭（1903年—1987年1月17日），字紫苕，江西余江人，曾任中华民国第一届监察委员、國民參政員、制憲國民大會代表、中国国民党江西省黨部執行委員、江西農舍合委會委員兼總幹事、江西省合作事業管理處處長、中國新報社長董事長，毕业于国立北京工业大学。

## 国民党党内经历
1933年6月15日，当选中国国民党江西省第五次代表大会监察委员:387。1936年6月，被中国国民党中央党部指派为江西省九名特派员之一，主持江西省党务:390。1938年8月，江西省党组织改组为主任委员制，撤回特派员，熊式辉为主任委员，熊在渭为执行委员之一:393。1944年5月，当选为中国国民党江西省执行委员会委员:397，1945年4月改组后留任:398。